# Saar
|  | Per a altres significats, vegeu «Sarre». |

El Saar (Sarre, en francès; Saar en alemany) és un riu que passa per la Lorena i pels estats alemanys del Saarland i de la Renània-Palatinat. Neix als Vosges, de la unió del Saar vermell i el Saar blanc en el Donon. Després de recórrer 126 km a França i 120 km a Alemanya, desemboca al Mosel·la, a Konz (Renània-Palatinat), no gaire lluny de Trèveris.
En èpoques anteriors, el Saar fou molt important per a les indústries del carbó, del ferro i de l'acer del Saarland. Matèries primeres i productes acabats eren enviats a través del seu curs via el Mosel·la i el Rin, per exemple, a la regió del Ruhr (Ruhrgebiet) o al port de Rotterdam.

## Ciutats importants al seu curs
A França al llarg del Saar trobem: Sarre-Union, Sarralbe i Sarreguemines. A Saarland passa per Saarbrücken, Saarlouis, Dillingen i Merzig, i a Renània-Palatinat per Saarburg i Konz. A Mettlach, conforma el conegut "meandre del Saar", bastant concorregut pels turistes.

## Principals afluents
- Bist
- Blies
- Nied
- Prims
- Rosselle